# Стефан Шулцер Мигенбург
Стефан Шулцер Мигенбург (Глина, Хрватска, 19. децембар 1802 − Винковци, Хрватска, 5. фебруар 1892) био је мађарско-хрватски војни официр и миколог.
Шулцер Мигенбург рођен је у сиромаштву, у распаднутом дворцу на периферији Аустроугарске империје. Мајка му је умрла у раном детињству. Веома строг отац, пензионисан официр саксонијског порекла, га је одгајао и образовао у кући, по спартанском васпитању. Умро је када је Шулцер имао петнаест година. Следеће три године је провео у војној академији у Оломоуцу. Након уписа провео је седам година као кадет (официр на обуци), а наредних шест као заставник (официрски кандидат). Затим је стекао чин потпоручника, постао је капетан у наредних десет година. Године 1821. учествовао у Пијемонт кампањи. У току гашења пожара изгубио је функцију обе руке, а две године касније повучен је из активне службе. Међутим, добровољно је основао и управљао војном болницом у којој је постао жртва болести која му је узроковала губитак слуха и оштећење вида. Био је ожењен и имао две ћерке.
Случајни сусрет са популарним приручником о гљивама 1831. године је пробудио његову интелектуалну радозналост. Учио је природну историју и довољно грчког и латинског језика. У релативно кратком времену развио се од даровитог аматера до цењеног миколога. У међувремену је повратио већину функција руку и слуха. Објавио је многе миколошке књиге. Велики део његових дела остала су необјављена, али нека су, његове колеге, уређивали и објављивали, а понекад и научни ривали.
Род Schulzeria (гљиве) носи његово име.

## Изабрани радови
- Schulzer von Müggenburg, Stefan. Systematische aufzählung des Schwämme Ungarns, Slavoniens und des Banates, welche diese Länder mit anderen gemein haben. 1857.
- Schulzer von Müggenburg, Stefan. Beiträge zur Pilzkunde. 1860
- Schulzer von Müggenburg, Stefan. Mycologische Beobachtungen für 1864. 1864
- Schulzer von Müggenburg, Stefan, Ágost Kanitz, and József Armin Knapp. Die bisher bekannten Pflanzen Slavoniens. Including addenda 1, 2. 1866.
- Schulzer von Müggenburg, Stefan, Mykologische Miscellen. 1866
- Schulzer von Müggenburg, Stephan. Mykologische Beiträge. K.K. Zoologisch-botanische Gesellschaft, Wien 1870.
- Schulzer von Müggenburg, Stephan. Mykologische Beobachtungen aus Nord-Ungarn im Herbste 1869. K.K. Zoologisch-botanische Gesellschaft, Wien 1870.
- Schulzer von Müggenburg, Stephan. Mykologisches : die heutige Gattung Agaricus. Wien : Verfassers, 1882
- Schulzer von Müggenburg, Stephan. Das Unangenehmste Erlebniss auf der Bahn meines Wissenschaftlichen forschens : eine Beleuchtung unserer mycologischen Zustände. Zagreb : Albrecht, 1886
- Schulzer von Müggenburg, Stephan. Einige Worte über die Magyarhon Myxogasterei irta hazslinszki Frigyes Esperies 1877. Zagreb : Albrecht, 1886
- Schulzer von Müggenburg, Stephan. Berichtigungen Helvellaceen. Zagreb : Albrecht, 1886.